# Canton de la Côte Salanquaise
Le canton de la Côte salanquaise est une circonscription électorale française du département des Pyrénées-Orientales créée par le décret du 26 février 2014 et entrée en vigueur lors des premières élections départementales suivant la publication du décret.

## Histoire
Un nouveau découpage cantonal des Pyrénées-Orientales entre en vigueur à l'occasion des élections départementales de 2015. Il est défini par le décret du 26 février 2014, en application des lois du 17 mai 2013 (loi organique 2013-402 et loi 2013-403). Les conseillers départementaux sont, à compter de ces élections, élus au scrutin majoritaire binominal mixte. Les électeurs de chaque canton élisent au Conseil départemental, nouvelle appellation du Conseil général, deux membres de sexe différent, qui se présentent en binôme de candidats. Les conseillers départementaux sont élus pour 6 ans au scrutin binominal majoritaire à deux tours, l'accès au second tour nécessitant 12,5 % des inscrits au 1er tour. En outre la totalité des conseillers départementaux est renouvelée. Ce nouveau mode de scrutin nécessite un redécoupage des cantons dont le nombre est divisé par deux avec arrondi à l'unité impaire supérieure si ce nombre n'est pas entier impair, assorti de conditions de seuils minimaux. Dans les Pyrénées-Orientales, le nombre de cantons passe ainsi de 31 à 17.
Le nouveau canton de la Côte salanquaise est formé de communes des anciens cantons de Saint-Laurent-de-la-Salanque (5 communes) et de Rivesaltes (1 commune) et reprend en fait la composition exacte du canton de Saint-Laurent-de-la-Salanque en 1790 (Le Barcarès étant alors une partie de Saint-Laurent-de-la-Salanque). Il est entièrement inclus dans l'arrondissement de Perpignan. Le bureau centralisateur est situé à Saint-Laurent-de-la-Salanque.

## Représentation
| Période élective | Période élective | Mandat | Mandat       | Identité               | Nuance | Nuance | Qualité                                                                                        |
| ---------------- | ---------------- | ------ | ------------ | ---------------------- | ------ | ------ | ---------------------------------------------------------------------------------------------- |
| 2015             | 2021             | 2015   | 2021         | Madeleine Garcia-Vidal |        | DVG    | Professeure de catalan Maire de Saint-Hippolyte                                                |
| 2015             | 2021             | 2015   | 2017 (décès) | Joseph Puig            |        | MoDem  | Vigneron, maire de Claira                                                                      |
| 2015             | 2021             | 2017   | 2021         | René Martinez          |        | DVG    | Conseiller municipal de Pia                                                                    |
| 2021             | 2028             | 2021   | en cours     | Madeleine Garcia-Vidal |        | DVG    | Professeure de catalan Maire de Saint-Hippolyte, 7ème Vice-Présidente du conseil départemental |
| 2021             | 2028             | 2021   | en cours     | Marc Petit             |        |        | Cadre de la fonction publique territoriale, Maire de Claira                                    |

### Résultats détaillés

#### Élections de mars 2015
À l'issue du 1er tour des élections départementales de 2015, trois binômes sont en ballottage : Martine Guerin et Daniel Philippot (FN, 33,41 %), Madeleine Garcia-Vidal et Joseph Puig (Divers, 29,95 %) et Mathilde Ferrand et Alain Got (Union de la Droite, 28,85 %). Le taux de participation est de 58,3 % (15 708 votants sur 26 943 inscrits) contre 55,72 % au niveau départemental et 50,17 % au niveau national.
Au second tour, Madeleine Garcia-Vidal et Joseph Puig (Divers) sont élus avec 35,29 % des suffrages exprimés et un taux de participation de 63,4 % (5 771 voix pour 17 081 votants et 26 943 inscrits).

#### Élections de juin 2021
Le premier tour des élections départementales de 2021 est marqué par un très faible taux de participation (33,26 % au niveau national). Dans le canton de la Côte salanquaise, ce taux de participation est de 35,09 % (10 608 votants sur 30 231 inscrits) contre 35,53 % au niveau départemental. À l'issue de ce premier tour, deux binômes sont en ballottage : Madeleine Garcia-Vidal et Marc Petit (Divers, 35,04 %) et Jean-François Lopez et Christelle Martinez (RN, 28,43 %).
Le second tour des élections est marqué une nouvelle fois par une abstention massive équivalente au premier tour. Les taux de participation sont de 34,36 % au niveau national, 38,03 % dans le département et 36,09 % dans le canton de la Côte salanquaise. Madeleine Garcia-Vidal et Marc Petit (Divers) sont élus avec 55,11 % des suffrages exprimés (5 675 voix pour 10 913 votants et 30 235 inscrits),,.

## Composition
Le nouveau canton de la Côte salanquaise comprend six communes entières.
| Nom | Code Insee | Intercommunalité | Superficie (km2) | Population (dernière pop. légale) | Densité (hab./km2) | Modifier |
| --- | ---------- | ---------------- | ---------------- | --------------------------------- | ------------------ | -------- |

## Démographie
En 2022, le canton comptait 39 089 habitants, en évolution de +8,56 % par rapport à 2016 (Pyrénées-Orientales : +3,92 %, France hors Mayotte : +2,11 %).
| 2013   | 2018   | 2022   |
| ------ | ------ | ------ |
| 32 396 | 36 477 | 39 089 |